# Hannah Pool
Hannah Azieb Pool (Keren, Eritreia, 1974) é uma jornalista e escritora britânico-eritreia. Nasceu em Keren, na Eritreia, durante a Guerra de Independência da Eritreia. Já fez parte da equipe de colunistas do The Guardian e escreve regularmente para a mídia nacional e internacional. Ela é patrona do prêmio SI Leeds Literary Prize, responsável pelo reconhecimento de ficções não-publicadas de mulheres negras e asiáticas que vivem no Reino Unido.

## Biografia

### Vida e educação
Aos seis meses de idade, Pool foi adotada por um acadêmico britânico que trabalhava no Sudão. Em primazia, foi criada em Cartum e depois na Noruega, antes de finalmente partir para Manchester, na Inglaterra. Cresceu acreditando que seus pais biológicos haviam morrido um tempo depois de seu nascimento. Foi educada na Universidade de Liverpool, onde cursou sociologia.

### Carreira
Antes de terminar a universidade, Pool tornou-se uma jornalista do Manchester Evening News e escreveu extensivamente a coluna de moda "The New Black" para o The Guardian. Contudo, aos dezenove anos de idade, recebeu uma carta informando que seu pai biológico e irmãos estavam vivos em Eritrea. Sua autobiografia, My Fathers' Daughter: A story of family and belonging, foi publicada em 2005 e conta a sua jornada de volta à Eritreia, aos vinte e nove anos de idade, e os encontros com a sua família. Pool é Programador Sênior de Cultura Contemporânea no Southbank Centre, em Londres.